# Таврин, Иван Владимирович
Иван Владимирович Та́врин (1 ноября 1976 года, Москва) — российский инвестор, основатель и глава компании Kismet Capital Group и спонсор трёх SPAC-компаний, торгующихся на NASDAQ.
В 2009—2011 годах Таврин был совладельцем интернет-провайдера NetByNet, в 2014 — социальной сети «ВКонтакте». В 2012—2016 годах он руководил «Мегафоном». С 2022 года является владельцем «Авито».

## Биография
Отец, Владимир Константинович Таврин, работал генеральным директором ВО «Совтелеэкспорт», руководил представительством канадского телеканала Super Chanel в России.
В 1997 году Иван основал агентство «Констракт-Регион».
В 1998 году окончил международно-правовой факультет МГИМО.
В 2002 году Иван основал и возглавил «Региональную медиагруппу», объединившую в себе телевизионные и радиоактивы. В 2006 году, после объединения телевизионных активов компании «Региональная медиагруппа» с телевизионной сетью ТВ-3, Иван стал президентом ТВ-3, а также вошёл в Совет директоров компании.
В 2007 году Иван создал холдинг «Медиа-1» и стал председателем совета директоров компании. Также в 2007 году он создал группу «Выбери Радио», которая сосредоточилась на консолидации радиостанций и ныне является крупнейшей радиогруппой в стране.
В 2009 году компании Алишера Усманова «АФ Медиа Холдинг» и Ивана Таврина «Медиа-1» объявили о закрытии сделки по объединению телевизионных активов, в результате которой сформировался новый телевизионный холдинг — «ЮТВ Холдинг». В новообразованный холдинг вошли активы «Медиа-1» — 33 региональные телекомпании, а также принадлежавшие «АФ Медиа Холдингу» 75 % Муз-ТВ и 100 % 7ТВ.
С августа по сентябрь 2009 года занимал должность генерального директора спортивного телеканала 7ТВ.
С осени 2009 по конец 2011 года Таврин был генеральным директором «ЮТВ Холдинга».
13 января 2012 года стало известно, что Иван Таврин может возглавить «МегаФон» в июне 2012 года. 19 января 2012 года стал первым заместителем генерального директора МегаФона. 20 апреля 2012 года Иван Таврин назначен на пост генерального директора ОАО «МегаФон».
В декабре 2013 года Павел Дуров, опасаясь стать заложником корпоративного спора United Capital Partners и Mail.ru Group, продал весь свой пакет акций (12 %) Ивану Таврину, как предполагают, за несколько сотен миллионов долларов (пресс-секретарь соцсети намекал на цифру $420 млн). Уже в марте 2014 года Таврин перепродал акции Mail.ru Group, объясняя быстрый выход из акционеров корпоративным конфликтом двух крупнейших акционеров. Сделка с MRG была денежной и включала трёхмесячный опцион на выкуп у холдинга HeadHunter, но отказался от его реализации.
В 2018 году выкупил 100 % долю Алишера Усманова в «ЮТВ Холдинге», став его владельцем.
В 2016 году основал «Кисмет Капитал Груп» — инвестиционную группу, которая владеет медиа холдингом Медиа-1, контрольным пакетом в башенной компании «Вертикаль», а также является первой компанией из России, успешно разместившей три SPAC-компании на американской бирже Nasdaq: Kismet Acquisition One Corp, Kismet Acquisition Two Corp, Kismet Acquisition Three Corp.
В августе 2021 года Kismet Acquisition One Corp успешно завершила сделку по слиянию с разработчиком мобильных игр Nexters. Акции объединённой компании торгуются на Nasdaq под тикером GDEV. Стоимость объединённой компании составила — $1,9 млрд.
В октябре 2021 года Kismet Capital Group и Мегафон приступили к созданию независимого федерального башенного оператора до конца 2021 года на основе объединения активов — «Первой башенной компании» (17000 башен) и «Вертикали» (5000). 65 % — доля Kismet Capital Group, а доля «Мегафона» — 25 % в новой компании. Сделка проведена за счёт средств структуры Ивана Таврина и Сбербанка, у которого до 2029 года в залоге 100 % оператора «Вертикаль».
В январе 2022 года Kismet Capital Group Ивана Таврина приобрела 100 % инфраструктурного оператора «Русские башни» у фонда UFG Private Equity.
14 октября 2022 года Kismet Capital Group объявила о покупке российского интернет-сервиса объявлений «Авито» за 151 млрд рублей. Сделка получила одобрение от ФАС и правительства РФ.
В начале 2023 года Kismet Capital Group приобрела 22,68 % акций крупнейшего российского рекрутёра HeadHunter. Продавцом выступил один из крупных акционеров — фонд «Эльбрус Капитал». Сумма сделки оценивается не менее чем в 100 миллионов долларов.
В августе 2024 г. «Медиа-1» был продан группе инвесторов, в числе покупателей бизнес значится совместное предприятие «Ростелекома» и «Национальной медиа группы» «Медиа-Телеком».

## Санкции
12 декабря 2023 года, на фоне вторжения России на Украину, включён в блокирующий санкционный список США. В феврале 2023 года, издание Bloomberg сообщило что Таврин, используя своё положение инвестора не попавшего под санкции, смог опередить бизнесменов-миллиардеров, занимающих традиционно доминирующее положение на рынке, в том числе инвестируя в компании покинувшие российский рынок.
13 июня 2024 года Таврин включён в санкционный список Великобритании против «военной машиной Путина» как лицо получившее выгоду после вторжения в ключевых отраслях России.